# Schloss Traventhal

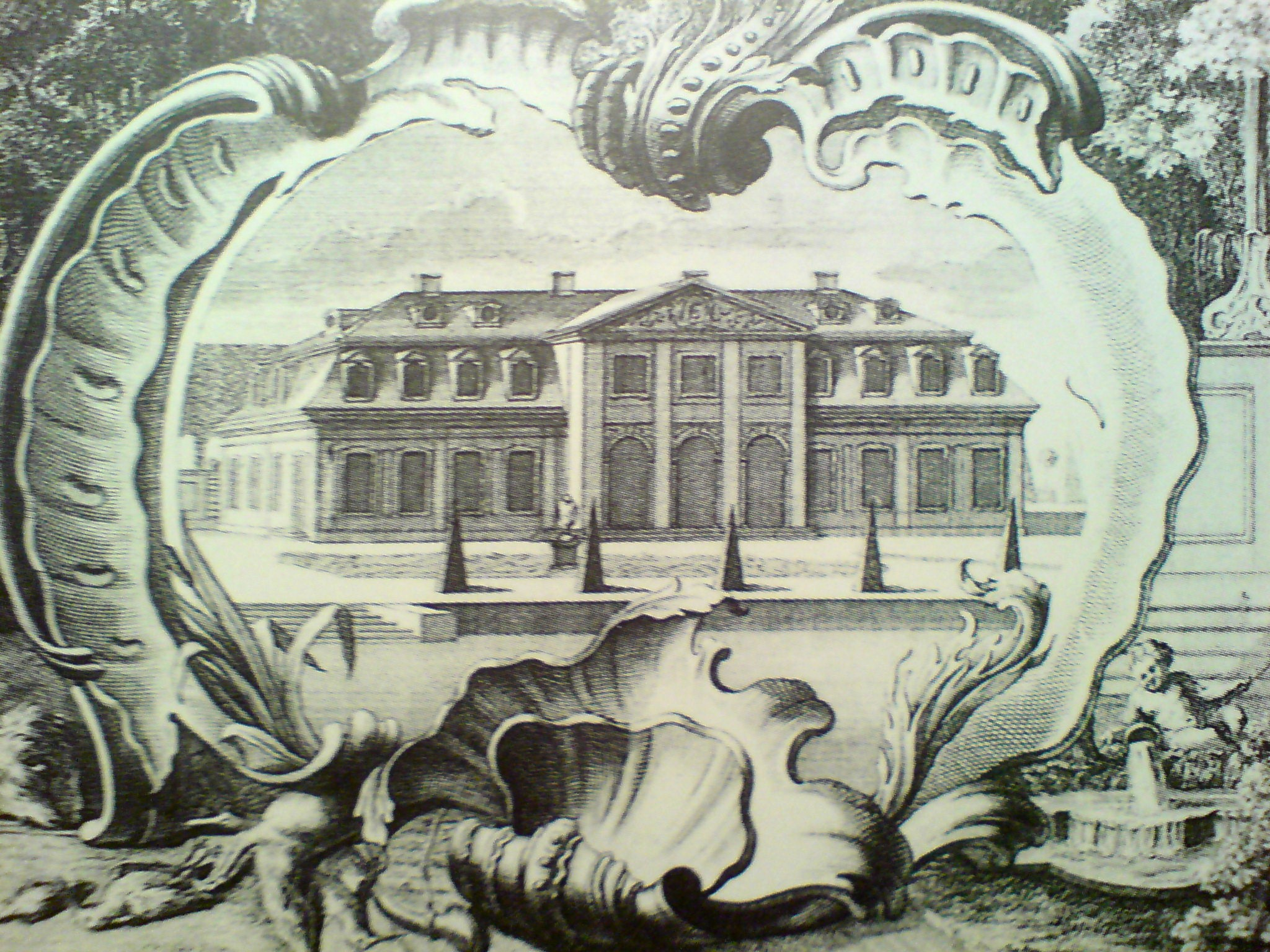
Hauptgebäude von Schloss Traventhal, Zustand um 1760. Ausschnitt aus einem Kupferstich von G. Heumann

Das Schloss Traventhal in der Gemeinde Traventhal in der Nähe von Bad Segeberg im südlichen Schleswig-Holstein war der Sommersitz der Herzöge von Schleswig-Holstein-Sonderburg-Plön. Im 18. Jahrhundert war das Schloss vor allem für seinen spätbarocken Garten bekannt, der als die größte und bedeutendste Anlage in den Herzogtümern galt. Mit der Auflösung des Plöner Herzogtums nach 1761 endete die kurze Glanzzeit des Schlosses. Das Gebäude wurde am Ende des 19. Jahrhunderts abgerissen und durch einen zeittypischen, historistischen Neubau ersetzt.

## Geschichtlicher Überblick

### Das erste Schloss des Herzogs Johann Adolf

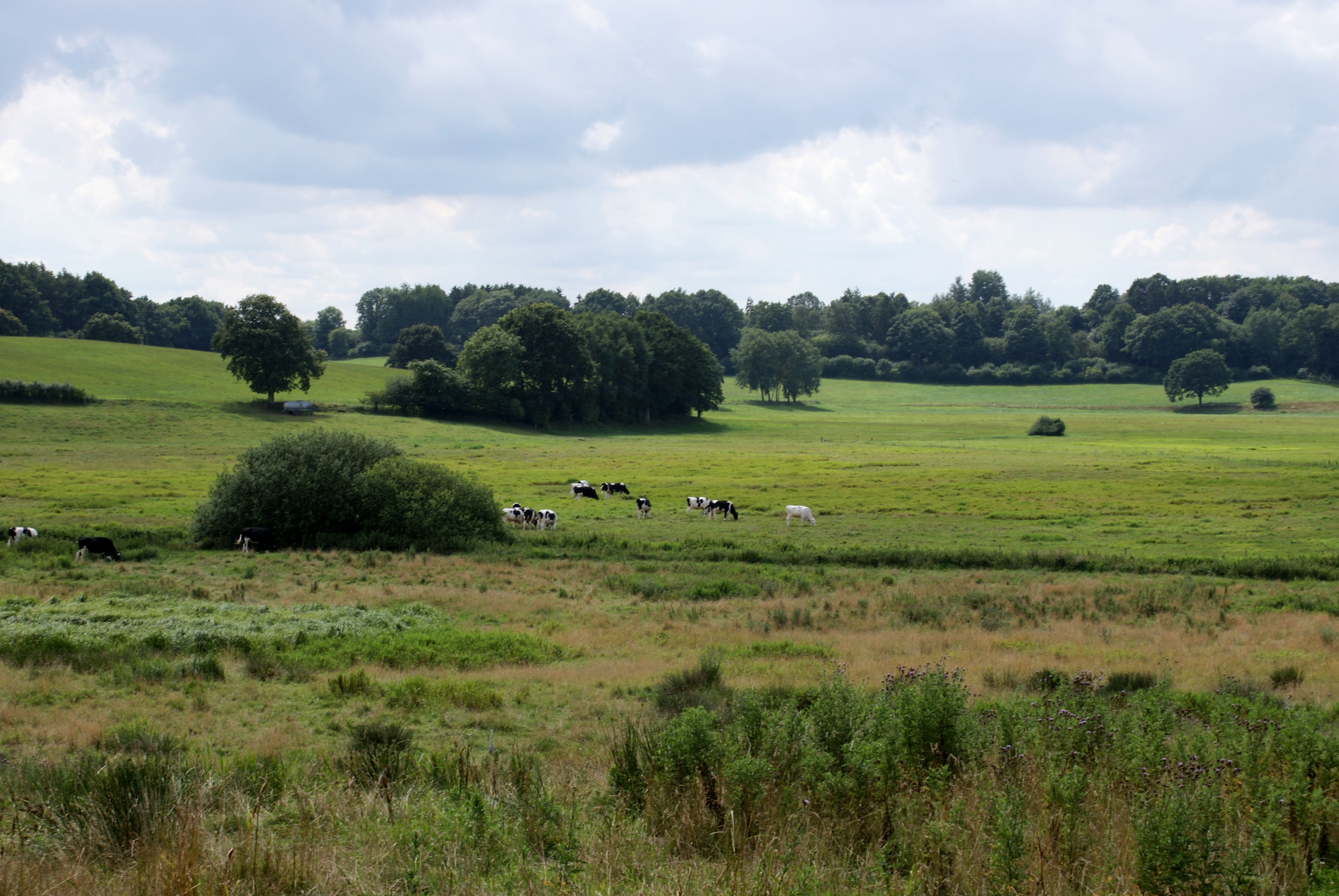
Blick vom früheren Schlossbezirk in das Tal der Trave

Das Dorf Traventhal gehörte bis ins 17. Jahrhundert zum Amt Segeberg. 1544 bei der Teilung Holsteins wurde König Christian III. das Amt Segeberg zugeteilt. Um 1671 gelangte Traventhal an Herzog Johann Adolf aus dem Haus Schleswig-Holstein-Sonderburg-Plön, der zur Vergrößerung seines Besitzes mehrere Ämter und Güter außerhalb des kleinen Herzogtums erwarb. Traventhal diente dem örtlichen Amtmann als Wohnsitz. 1684 ließ Johann Adolf dort in einem landschaftlich reizvollen, flachen Tal der noch bachartigen Trave ein Jagdschloss aus Holz errichten. Bekannt wurde der Ort, als dort im August 1700 zwischen Dänemark und Schweden der Frieden von Traventhal geschlossen wurde, ein früher Friedensvertrag des Großen Nordischen Krieges. Abgesehen von dieser Zusammenkunft stand das Schloss aber immer wieder längere Zeit leer, denn der als Held von Ahrensbök bekannt gewordene Johann Adolf war im Auftrag des Kaisers auf zahlreichen Reisen und nur selten in seinem Herzogtum Plön zugegen.

### Der Sommersitz des Herzogs Friedrich Karl
Seine Glanzzeit erreichte Traventhal, nachdem es 1729 in den Besitz Herzog Friedrich Karls gelangte. Der letzte Herzog aus dem Hause Plön zeichnete sich durch eine große Baufreude aus und er ließ die Residenzen seines Besitzes zum Teil umfassend erweitern. Das Plöner Schloss wurde im Stil des Rokoko ausgeschmückt und dort außerdem ein barocker Garten und ein kleines Lusthaus errichtet. Die größten Veränderungen fanden aber in Traventhal statt, wo das ältere Holzschloss komplett abgerissen und 1738 durch einen Neubau ersetzt wurde. Rund um das neue Schloss entstand parallel zum Travelauf ein großer Garten im Stil des Rokoko, der als die aufwändigste Anlage dieser Art in Schleswig-Holstein galt.

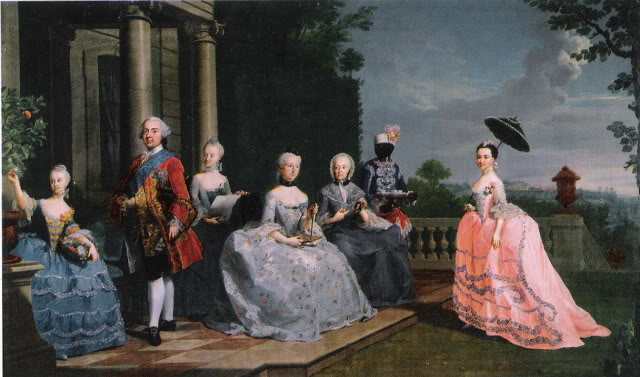
Herzog Friedrich Karl und seine Familie im Garten von Traventhal, Gemälde von J. H. Tischbein, 1759

Der Sommersitz in Traventhal wurde zu einem Zentrum der Hofkultur im Land. Der Plöner Herzog stand unter anderem in regem Kontakt mit dem Statthalter Schleswig-Holsteins, dem Markgrafen Friedrich Ernst von Brandenburg-Kulmbach. Außerdem empfing er dort 1760 den dänischen König Friedrich V. Die Glanzzeit Traventhals währte indes nicht lang. Friedrich Karl starb 1761 in seinem Traventhaler Schloss, und sein Besitz ging gemäß dem sogenannten Plönischen Successionstraktat an die dänische Krone über. Schloss Traventhal blieb zwar als Sommerresidenz im Besitz des Königshauses, doch wurde es nur selten genutzt. Christian VII. und dessen Frau Caroline Mathilde verbrachten dort mehrere Wochen im Jahr 1770, begleitet vom mutmaßlichen Liebhaber der Königin, Johann Friedrich Struensee.

### Niedergang der Anlage
Das Schloss diente ab 1773 wieder als Sitz des Amtmanns. Immerhin ereilte es vorerst nicht das Schicksal anderer Plöner Residenzen, denn die Schlösser in Reinfeld, Ahrensbök und Rethwisch wurden im Zuge der Vollendung des dänischen Gesamtstaats am Ende des 18. Jahrhunderts aufgrund wirtschaftlicher und politischer Erwägungen abgerissen.
In der zweiten Hälfte des 19. Jahrhunderts kam Traventhal – wie ganz Schleswig-Holstein – in preußischen Besitz. 1866 wurde auf dem Areal ein großes Landgestüt mit der Spezialisierung auf Holsteiner Pferde eingerichtet, das zur bekanntesten Zucht der Provinz wurde. Die großen Garten- und Hofanlagen gingen in der neuen Funktion auf. Das herzogliche Schloss und seine Nebengebäude mussten schließlich 1888 abgerissen werden. Der Hauptflügel des Schlosses wurde durch einen schlichten Neubau ersetzt, der fortan als Herrenhaus bezeichnet wurde und dem Landstallmeister als Wohnsitz diente. Anstelle der Nebengebäude wurden Stallungen errichtet.

### 20. Jahrhundert und Gegenwart

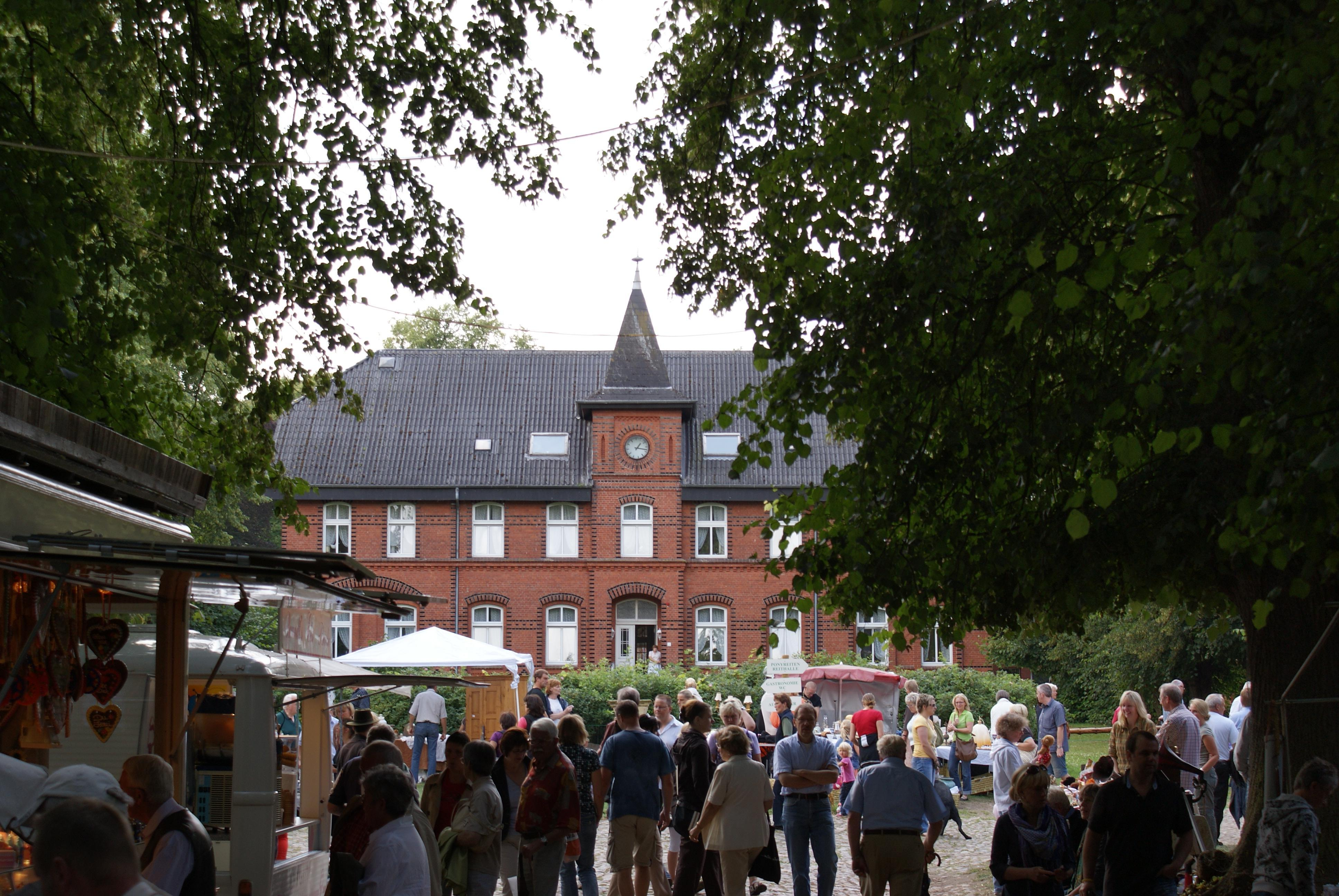
Markttreiben auf Traventhal, Sommer 2009

Das Schloss Traventhal und das Landgestüt blieb bis ins 20. Jahrhundert bestehen. Nachdem die Gesamtanlage Anfang 1960 aufgelöst worden war, wurden das Schloss und der dazugehörige Schlosspark von dem Hamburger Kaufmann Paul Ihlenfeld erworben. Es bestand von 1967 bis 2010 eine Senioren-Wohngemeinschaft. Im Jahr 2010 wurde das Schloss Traventhal aufwändig renoviert, es entstand ein Hotel-Restaurant-Cafe. Der Traventhaler Schlosspark ist zu den Öffnungszeiten zugänglich. Die angrenzenden Hofgebäude gehören zum Landgestüt, hier wurde im Jahr 2009 ein Spitzzaun errichtet, welcher die Gesamtanlage trennt. Im Jahr 1999 wurde ein Verein gegründet, der sich der Erforschung und der Konservierung des erhaltenen Bestands verschrieben hat. Zu diesem Zweck wurde auch ein Museum eingerichtet, in dem auch verschiedene Veranstaltungen wie Kunsthandwerks- und Trödelmärkte stattfinden.

## Bauwerke

### Das einstige Schloss

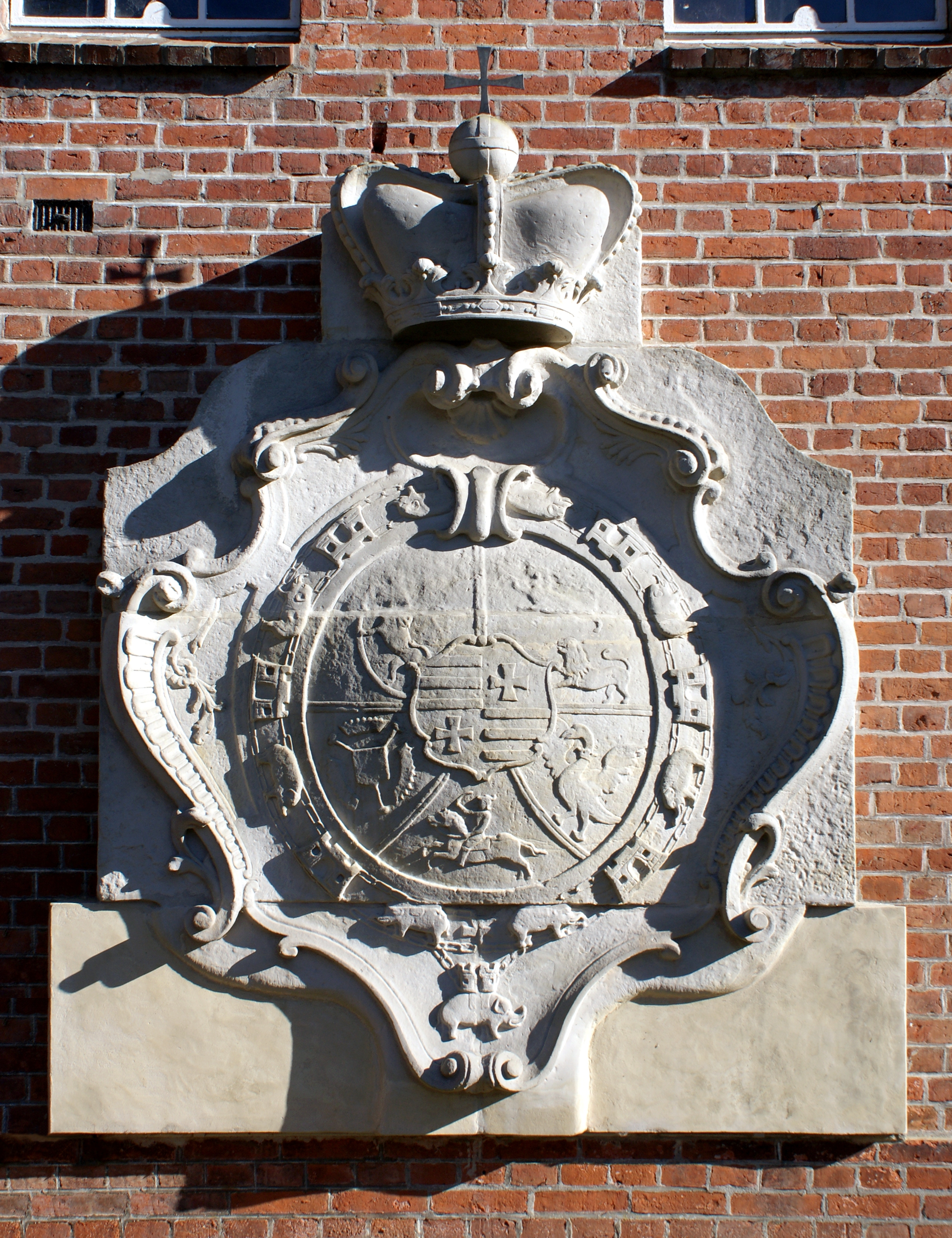
Die Wappenkartusche des Giebelfeldes ist heute an einem der Nebengebäude angebracht. Das Plöner Wappen ist vom Elefanten-Orden gerahmt, die Krone mit dem Reichsapfel verweist auf die königlich-dänische Abstammung

Über die Gestalt des ersten Schlosses Herzog Johann Adolfs ist heute kaum noch etwas bekannt, denn es gibt keine bildlichen Darstellungen mehr. Ein Dokument von 1759 beschrieb es als einen Pavillon mit großem mittlerem Saal und vier daran anschließenden kleineren Salons. Der Bau wurde knapp 50 Jahre nach seiner Errichtung für die aufwändigere Anlage Herzog Friedrich Karls vollständig niedergelegt.
Das Lustschloss des letzten Plöner Herzogs wurde ab 1738 durch den aus Jersbek stammenden Baumeister Jasper Carstens errichtet. Das Hauptgebäude war ein relativ schlichter, gelb verputzter, einstöckiger und elfachsiger Bau mit durchfenstertem Mansarddach. Die Gebäudemitte wurde auf beiden Seiten durch einen dreiachsigen und zweigeschossigen Mittelrisalit betont, der durch einen Wappengeschmückten Frontispiz bekrönt war. Die Gartenfassade war nach Westen auf das Tal der Trave ausgerichtet, die dort in wenigen Metern Entfernung entlang fließt. Hofseitig folgten auf das Schloss zwei solitär stehende Trakte, die so zusammen mit dem Hauptgebäude eine offene, dreiflügelige Anlage bildeten. Der nördliche Flügel diente als Küchen- und Wirtschaftsgebäude, der südliche als Kavaliershaus. Die Innenausstattung der Schlossflügel erfolgte im Stil des Rokoko und wurde zwischen 1744 und 1749 fertiggestellt. Ausführender Kunsthandwerker war der Italiener Bartolomeo Bossi. Nordwestlich der Anlage fanden sich die Stallungen und weitere Wirtschaftsgebäude. Die typische barocke Achse durch Hof und Schloss wurde im Osten durch ein breites Torhaus und von dort in die Landschaft geführt.

### Die früheren Gartenanlagen

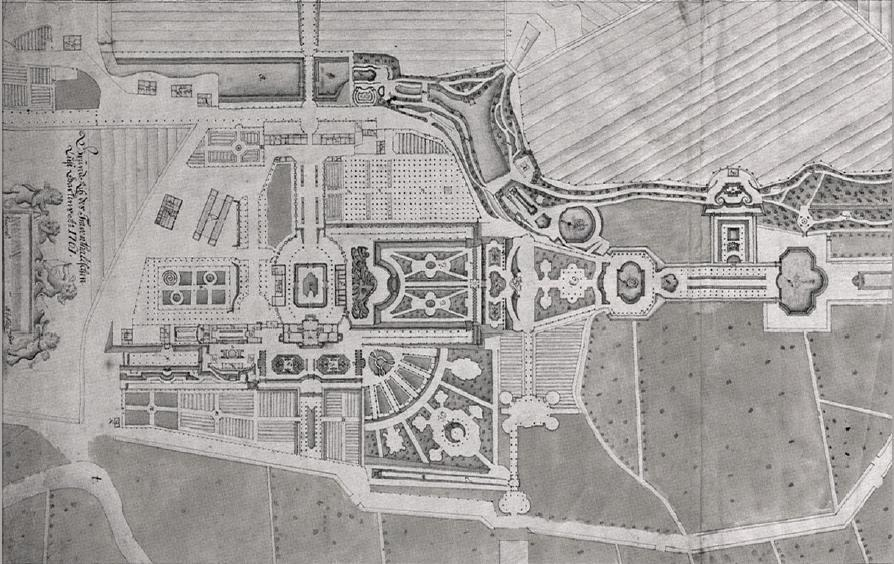
Plan der Gartenanlage (Ausschnitt) um 1761, Zeichnung von H. L. Sidon. Das Schloss befindet sich in der linken Bildhälfte. Am rechten Bildrand ist das in Rudimenten erhaltene große Bassin zu erkennen. Der daran anschließende, nach Süden führende große Kanal liegt außerhalb der Zeichnung. Die Karte ist nicht genordet.

Der Garten in Traventhal gehörte seinerzeit zu den berühmtesten Parkanlagen Schleswig-Holsteins. Er entstammte in seiner größten Ausdehnung der Zeit Herzog Friedrich Karls und wurde ab 1730 – also noch vor dem Neubau des Schlosses – angelegt und ab 1744 noch einmal erweitert. Die Pläne stammten von Georg Tschierske, der auch die Gärten am Plöner Schloss entwarf. In Traventhal wurde der klassische Barockpark französischer Prägung stilistisch zu einem Garten des Rokoko weiterentwickelt. Die übliche Abfolge von Broderieparterre, Boskett und Waldbereich in einer Achse zur Hauptfassade des Schlosses wurde zugunsten einer kleinteiligeren Lösung aufgegeben.
Das Schloss war, dem üblichen barocken Schema entsprechend, in eine dreiflügelige Anlage um einen Ehrenhof gegliedert. Dabei wurde zwar nach dem klassischen Muster die Hauptachse durch Schloss, Hof und Auffahrt geführt, doch die größte Achse des Gartens führte – gewissermaßen als Querarm eines Kreuzes – quer zur Anlage durch den südlichen Nebenflügel und wurde in ihrer Verlängerung durch einen knapp einen Kilometer langen Kanal gebildet. Diese den Gebäuden untergeordnete Achse übertraf in ihrer gartenlandschaftlichen Gestaltung und Größe die „klassische“ Hauptachse um Längen. Diese Abweichung vom klassischen barocken Gartengrundmuster ist zum einen der natürlichen Begrenzung des auf einer Anhöhe gelegenen Geländes nach Westen durch den Lauf der Trave geschuldet, war aber auch eine Eigenart, die so in anderen adligen Landsitzen Schleswig-Holsteins zu finden war. Eine dominante, die Hauptachse übertreffende Querachse wurde unter anderem auch in den barocken Gärten von Schloss Rantzau angelegt, später auch am Wandsbeker Schloss realisiert und war für eine Anlage am Ahrensburger Schloss zumindest geplant, aber letztlich nicht ausgeführt. Auch am Blumendorfer Herrenhaus waren die Parterres auf die Seiten des Gebäudes ausgerichtet, während der eigentlichen Hauptfassade dort nur ein Tapis vert und eine anschließende sechsreihige Lindenallee vorgelagert war.

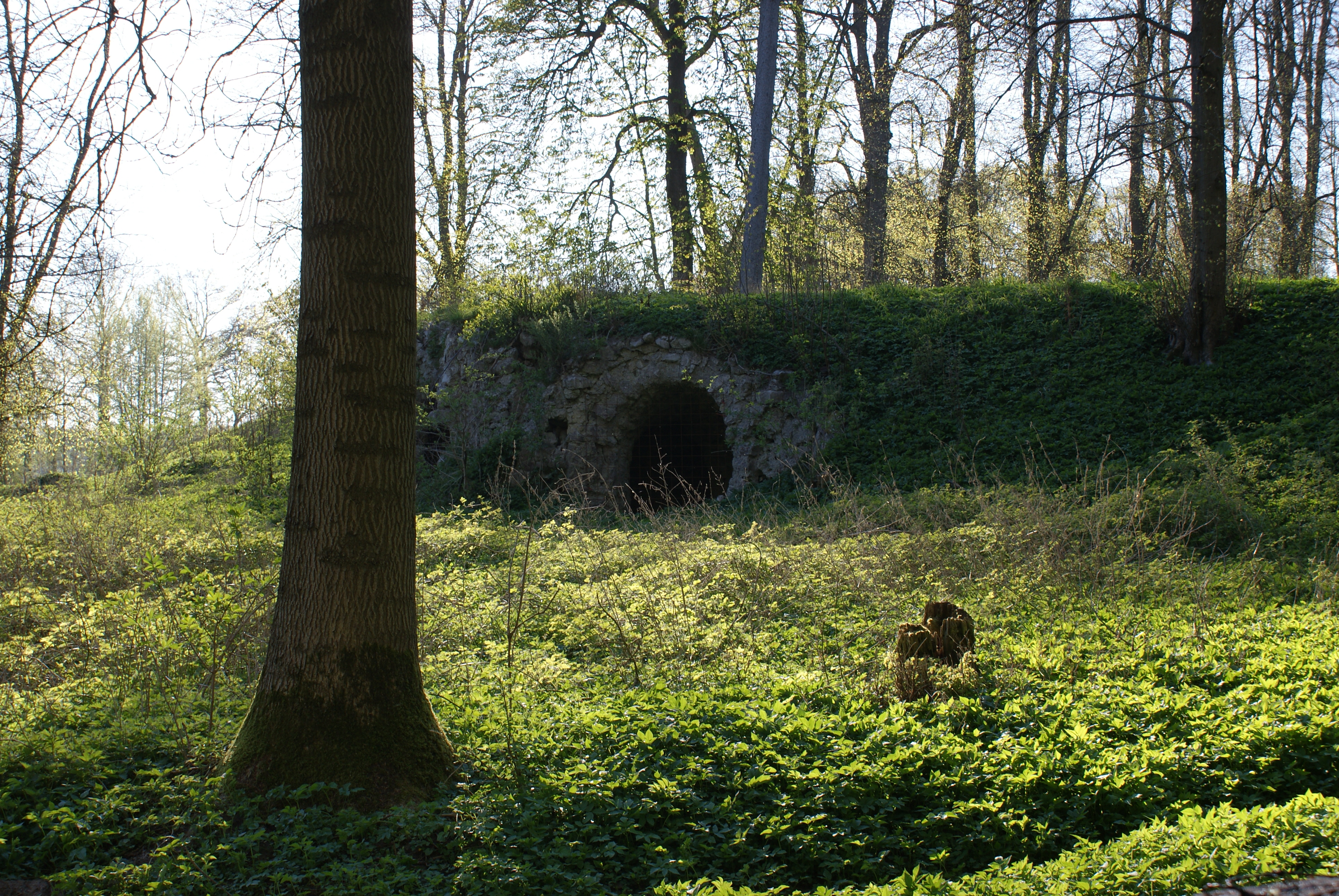
Die Ruinen der Grotte

Die Gärten des Schlosses beinhalteten typische Motive der barocken Gartenkunst. Den drei äußeren Fassaden der Schlossflügel war jeweils ein kleines Parterre vorgelagert. Das nördliche Parterre vor dem Wirtschaftsbau war dabei am schlichtesten gestaltet, während das westliche Parterre vor dem Hauptflügel mit typischen Broderien gestaltet war. Am aufwändigsten war das Parterre vor dem Südflügel, das als große Rocaille geformt war, auf welche die sogenannten Buscagen – niedrige Boskette –, weitere Broderien und schließlich unterhalb des Geländes der große Kanal mit seinen Wasserspielen folgten. Das Motiv des langen Kanals, ursprünglich nach dem Vorbild des Großen Kanals in Versailles, fand sich in Holstein zum Beispiel auch auf dem Gut Seestermühe. In Traventhal übernahm der große Kanal gewissermaßen die Rolle der Hauptstraße der Gartenanlage. Er verband das Schloss mit dem Heckentheater und dem Irrgarten in der Ferne, und an seinem Lauf waren die meisten der Gartenattraktionen zu finden. Den Bereich im Winkel zwischen West- und Südparterre nahm ein radial gestaltetes Boskett auf, östlich des Kavaliersflügels befand sich ein Gebiet, das als früher Landschaftsgarten mit Weihern und Schlängelpfaden angelegt war. Der gesamte Garten war mit zeittypischen Follys versehen, so gab es eine Grotte, eine Eremitage und ein sogenanntes Borkenhaus, außerdem eine Orangerie für die Zitruspflanzen und eine kleine Menagerie.

### Der Schlossbezirk heute

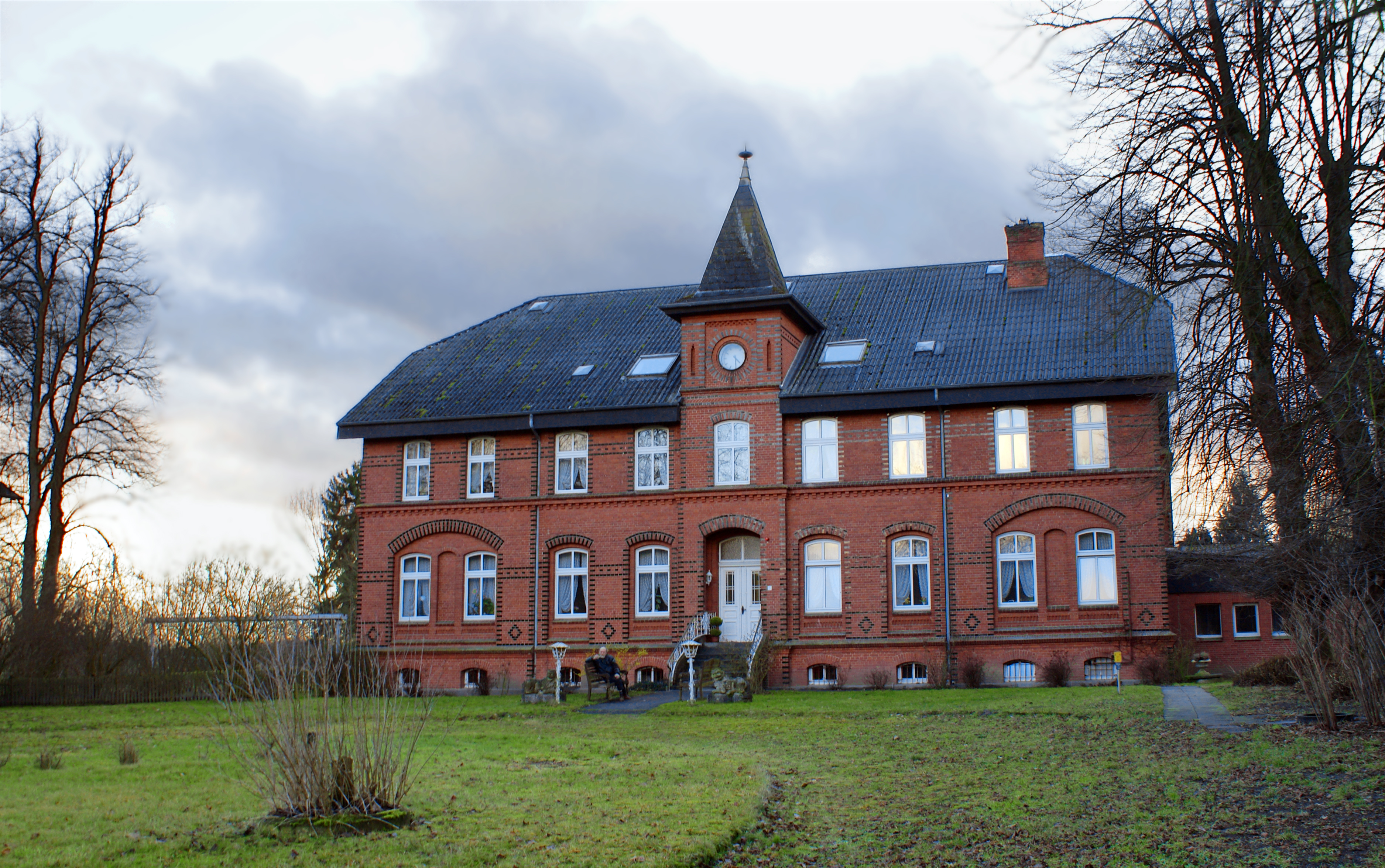
Das sogenannte Herrenhaus steht an der Stelle des einstigen Schlosses

Das Schloss Herzog Friedrich Karls ist gänzlich verschwunden, weder vom Haupthaus noch von den Flügelbauten sind Reste vorhanden. Auch die Innenausstattung ist restlos zerstört. Die dreiflügelige Anlage musste wegen zunehmender Baufälligkeit 1888 abgerissen werden. An der Stelle des Schlosses wurde ein neunachsiger und zweistöckiger Bau im damals zeitgemäßen Stil des wilhelminischen Historismus errichtet, ein Stil, der sich vor allem an öffentlichen Gebäuden der Zeit wiederfand. Der rote Bau aus Backstein verfügt über ein kleines zentrales Eingangstürmchen und wurde fortan als Herrenhaus bezeichnet. Das heutige Herrenhaus nimmt weitgehend den Platz des einstigen Schlosses ein, ebenso wie die Stallungen den Platz der Seitenflügel. Damit ist der Hof in seinen Dimensionen noch heute denen von 1738 ähnlich.
In Traventhal sind noch weitere Spuren des Plöner Sommersitzes zu finden. Anstelle der abgetragenen Hofgebäude wurden Stallungen und Wirtschaftsbauten für das Landgestüt errichtet sowie die Hoffläche nach Osten verlängert. Auch die Alleen des Hofs, die sich Richtung Osten zur noch immer vorhandenen Auffahrt ausweiten, haben überdauert. Auf Luftbildern ist noch immer die Rahmenstruktur der drei Parterres zu erkennen, die den gartenseitigen Fassaden des Schlosses vorgelagert waren. In südlicher Richtung ist das große Bassin teilweise erhalten, das heute wie ein natürlicher Teich wirkt. Daran anschließend folgte der große Kanal, der weitgehend verschwunden ist und nur stellenweise in Form eines schmalen Grabens fortbesteht. In etwa einem Kilometer Entfernung zur Anlage sind die Reste der abschließenden Allee erhalten, dort, wo sich einst das Heckentheater befand. Auch Spuren des Irrgartens sind dort noch zu finden, aber aufgrund mangelnder gärtnerischer Pflege in den letzten zwei Jahrhunderten kaum noch als solche zu erkennen. Im Garten sind die Reste der Grotte aus Feldstein, auch Eremitage genannt, aus der Zeit zwischen 1748 und 1765 erhalten, wenngleich sie sich seit vielen Jahren in ruinösem Zustand befinden. Auch vier Löwenfiguren und eine Sonnenuhr aus Sandstein haben überdauert.